# Vaccinium euryanthum
Vaccinium euryanthum är en ljungväxtart som beskrevs av A. C. Smith. Vaccinium euryanthum ingår i Blåbärssläktet, och familjen ljungväxter. Inga underarter finns listade i Catalogue of Life.